# Forcipomyia yirrkala
Forcipomyia yirrkala är en tvåvingeart som beskrevs av Debenham 1987. Forcipomyia yirrkala ingår i släktet Forcipomyia och familjen svidknott.
Artens utbredningsområde är Northern Territory, Australien. Inga underarter finns listade i Catalogue of Life.